# Manettia glandulosa
Manettia glandulosa é uma espécie de dicotiledónea pertencente à família Rubiaceae, descrita em 1841.